# El Rosal (Colombia)
El Rosal es un municipio colombiano ubicado en el departamento de Cundinamarca. Forma parte de la provincia de Sabana Occidente. Se sitúa a 20 kilómetros de Bogotá. 
Antiguamente correspondía al sur del municipio de Subachoque, y fue creado en 1997 gracias a la gestión de un grupo cívico popular integrado por 12 mujeres y hombres líderes de la región, quienes por iniciativa propia y con sus recursos, elaboraron el proyecto El Rosal, recopilando y elaborando la información y documentación en diferentes instancias legales, y lo presentaron a la Asamblea de Cundinamarca, donde tras un año de debates se aprobó la ordenanza, firmada por David Aljure,  gobernador encargado.
El Rosal es llamado "El Jardín de la Sabana", y su acceso desde Bogotá se da por la Calle 80, o Autopista Medellín. Cuenta con una importante producción agroindustrial.

## Toponimia

### Origen lingüístico[3]
- Familia lingüística. Indoeuropea
- Lengua: Latín

### Significado
Rosa-rosal es una expresión que proviene de la voz latina rosa, nacida en el seno de la cultura latina y lleva los significados de "la pureza, lo limpio, inmaculado y no tocado por lo terrenal". Rosa desciende de las voces griegas rondón-rodou, "rosa, flor de rosal" y  se originó en el año 1220, pues en esta época aparecen sus primeros registros.

### Origen / Motivación
Es llamado "Jardín de la Sabana", “El bello jardín de rosas y flores” debido a que está rodeado de factorías de flores.
El nombre El Rosal fue tomado posiblemente por los jardines naturales con rosas que se han encontrado en el municipio desde siempre. Además, en la actualidad en El Rosal la base de la economía es el cultivo de flores.

### Nombres históricos
- Santa Bárbara del Rosal (1902)
- El Rosal de San José (1938-1997)

## Geografía
En el municipio se encuentra la única estación de monitoreo en Colombia que hace parte de CTBTO (Identificado  ROSC). Fue construida en 1997 como parte de la Red Nacional Sismológica de Colombia - RNSC.

### Límites Municipales
| Noroeste: San Francisco | Norte: Subachoque | Nordeste: Subachoque |
| Oeste: San Francisco    |                   | Este: Madrid         |
| Suroeste: Facatativá    | Sur: Facatativá   | Sureste: Madrid      |

### División Político-Administrativa
Su cabecera municipal se encuentra dividida en los barrios Obando, San Carlos, San José, Versalles, Lleras, El Nogal, Centro, Bochica y Campo Alegre.
El Rosal tiene bajo su jurisdicción los centros poblados Cruz Verde, Puente El Rosal (Puerta de Cuero) y San Antonio. Además, el municipio está compuesto por las  veredas Buenavista, El Caucho, La Piñuela, El Rodeo, Tibagota, La Porquera, Santa Bárbara, Hondura Chingafrío y Hondura Tibagota.

## Historia
En la época precolombina, el territorio del actual municipio de El Rosal estuvo habitado por los muiscas. Los subachoques habitaban la parte norte del valle de Chinga, en Pueblo Viejo, hoy conocida como la Vereda Cascajal, en La Pradera. En 1895, Rafael Forero U. descubrió un lugar de habitación y cementerio de los subachoques, localizado alrededor de las chimeneas de la Ferrería de La Pradera. La parte central del valle del Chinga era territorio de la tribu del mismo nombre, y limitaba con los Chuecas por el sur, los Churuacos por el oriente y los Panches al occidente.

### Época hispánica
En 1538, unos meses antes del arribo de los españoles, el Zaque de Tunja, juró ayudar a Guatavita y se reunió en Guasca para enfrentarse contra el Zipa. Mientras tanto, los guerreros Panches aprovecharon esta situación y arrasaron los poblados cercanos a las montañas. El área de Subachoque, hoy El Rosal, debió sufrir grandes pérdidas humanas y materiales, ésta podría ser la explicación de por qué se encontraron tan pocos indígenas en el momento en que los españoles exploraron la región por primera vez.
Las encomiendas en el sur del valle de Subachoque fueron entregadas a los soldados de Nicolás de Federmán. Un soldado de este fue el primero en recibir una encomienda en Chinga. En 1581 la encomienda de Subachoque tenía un total de 1200 indios, incluyendo 676 hombres útiles y saludables, y además otros 273 que habían huido o estaban lejos de la encomienda.
En 1603 había 206 indios trabajando en la hacienda Subachoque. Por el año de 1636 el total bajó a 181 y en 1758 no había indios trabajando en Subachoque. Las presiones por parte de los propietarios de las estancias y la iglesia, obligó a los indios a dejar el valle de Subachoque, ubicándose en un lugar llamado Choque, el cual estaba situado en las estribaciones del monte Choque. Los encomenderos quedaron en libertad de expropiar las tierras y obtener beneficios de éstas.
Las tierras de El Rosal fueron la herencia del capitán Diego Bravo de Montemayor a su hija, Catalina Bravo de Montemayor en 1639, quien estaba casada con el capitán José de Solabarrieta y Marquina; Catalina dejó dichas tierras a sus hijos, Juana y Diego de Solabarrieta y Bravo. Diego de Solabarrieta compró en 1699 la parte de El Rosal que pertenecía a su hermana, quedándose así con todas las tierras. La heredera de Diego fue su esposa, Ana de la Mora y Barcenas (dueña de las tierras hacia 1745).
Las tierras de Ana de la Mora fueron divididas y vendidas por partes, dos de ellas al sacerdote Manuel Antonio Porras en 1770, quien también heredó las tierras de El Rosal de su padre. En 1618 Catalina Ruiz de Orejuela, dueña de las tierras Chingas, falleció dejándolas a su esposo Pedro de Urretavisque, quien las vendió a su vecino Diego Bravo de Montemayor.
Porras dejó en herencia a su mayordomo, Tomás González, los terrenos de Potrero Grande, y a la muerte de este último los heredó su hijo Francisco de la Cruz González, quien abandonó dichas tierras en 1819, quedando en manos de las tropas republicanas. Más adelante sus hijos las recuperaron en pleito vendiéndoselas en 1832 a Andrés Caicedo y Bastidas.

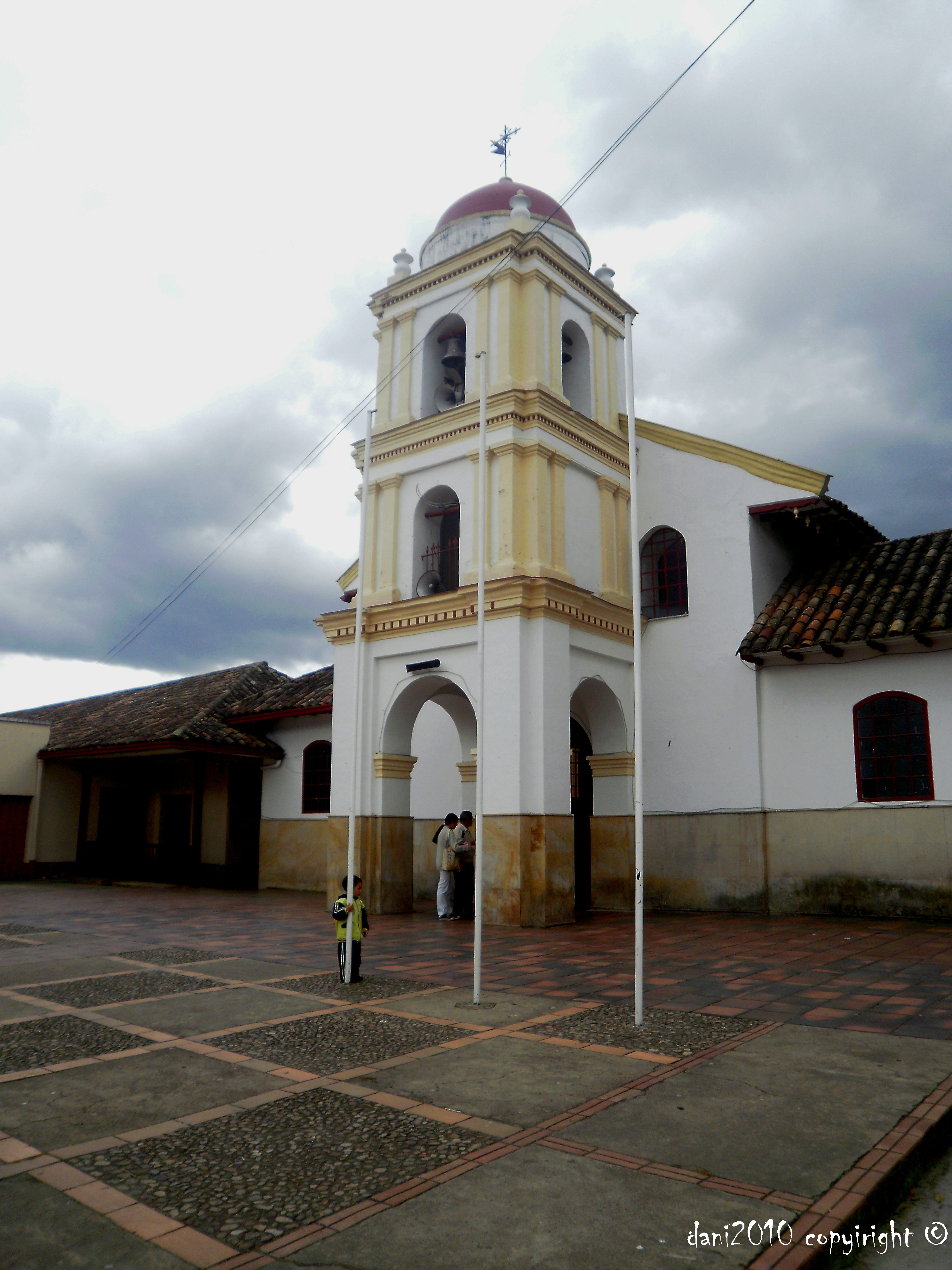
Iglesia de El Rosal.

### República
En 1861 tuvo lugar en el Valle de Subachoque uno de los encuentros más sangrientos en toda la historia suramericana. El general Tomás Cipriano de Mosquera, con una fuerza de 2700 revolucionarios, enfrentó a los 5000 hombres de las fuerzas gubernamentales del general Joaquín París, el 25 de abril de 1861. Desde las 7 de la mañana hasta las 7 de la noche se enfrentaron. Al finalizar la batalla quedaron sobre el campo unos mil entre heridos y muertos.
Estando así las cosas Mosquera solicitó refuerzos al general José María Obando, quien estaba acampando cerca de La Mesa; hacia el sur Obando decidió entrar a la Sabana por Bojacá, siguiendo luego hasta Subachoque pasando por El Rosal, cruzando la quebrada de Cruz Verde o El Rosal. Él y sus quinientos hombres fueron atacados allí por tropas del gobierno bajo el mando del general Heliodoro Ruiz. El general Ambrosio Hernández dio muerte a Obando en Cruz Verde, El Rosal.
En febrero de 1882 se inauguró el ferrocarril de la Sabana que permitía el viaje entre Facatativá y Bogotá. La mayoría de las personas que se dirigían a El Rosal o Subachoque utilizaban el tren hasta Madrid y allí tomaban un coche hasta su destino.
El 25 de septiembre de 1997 El Rosal fue declarado municipio, siendo escindido del municipio de Subachoque, mediante Ordenanza n.º 25 «Por la cual se crea el Municipio de El Rosal y se dictan otras disposiciones», emanada de la Asamblea de Cundinamarca.

## Riqueza natural
La zona está cubierta por pastos naturales, altas extensiones de territorio se visten con cultivos de papa, arveja, maíz, hortalizas, zanahoria y cultivos caducifolios (de clima frío). Existen 53 cultivos de flores en invernadero, se encuentran plantaciones de eucalipto en gran parte del área, en las zonas con pendientes más pronunciadas. Dentro de la flora nativa aún se encuentran árboles como el roble, el chusque (Chusquea), el aliso (Alnus), camarona, tunos, chucaros, entre otros.
En las orillas de algunas quebradas y en las partes altas (cejas de monte) se observan también salvios, cedros, espaderos, nogales negros, encenillos y olivos de cera, entre otras especies.
El Rosal es productor de ganado, leche, plantas aromáticas, cabras y ovejas, producen, además de artesanías. Es llamado "El bello jardín de rosas y flores" debido a que está rodeado de factorías de flores.

## Atractivos turísticos
- La comunidad religiosa del monasterio benedictino (Abadía Benedictina de Santa María), conocida por sus actividades espirituales y sus exquisitos trabajos artesanales con madera.
- Los múltiples restaurantes de comida típica, en especial la conocida fritanga.
- Las caminatas ecológicas por cada una de sus veredas.
- Cuenta con grandes restaurantes de comida típica colombiana.

## Símbolos

### Bandera
Decreto 047 del 25 de septiembre de 1999, «Por el cual se adoptan e institucionalizan los símbolos Municipales».
Es una abstracción de la estratégica ubicación de El Rosal, localizado en un cruce de caminos que han traído progreso y desarrollo a la región.
- La cruz blanca: Representa los caminos de paz y progreso que cruzan al municipio.

- El color rojo: Representa la fuerza y dinámica del pueblo de El Rosal.

- El color verde: Representa la fertilidad agropecuaria de la región.

### Escudo
Escudo de El Rosal, adoptado mediante el Decreto 047 del 25 de septiembre de 1999, «Por el cual se adoptan e Institucionalizan los símbolos»:
En la corona aparece el nombre del municipio, El Rosal
- Verde: Representa la esperanza, el verde que rodea la población, la fertilidad de sus tierras, la frescura, la libertad, tranquilidad que se percibe en la población. También representa la tenacidad y la lozanía de un pueblo que ha surgido y de su orden que se encuentra ligado a la normatividad y democracia.

- Blanco: Transparencia de un pueblo que lucha por crecer con justicia y libertad.

- Rojo: La vitalidad, el empuje, el coraje que son propias de nuestros antepasados, las cuales son la base para nuestra iniciativa para nuestro desarrollo. Calidez que hace parte de la belleza interior que irradia cada individuo que habita en esta población.

En el blasón aparecen en orden rodeado en el lambrequín un grupo de rosas a ambos lados y partido en cruz blanca: un sol en laguna (la naturaleza), el libro y la pluma (el saber), la Iglesia del Rosal (la religión) y la pala, el azadón y la vaca (el trabajo en el campo).
En el lema inferior fondo rojo:
- Dios: Ser supremo y conservador del universo, todopoderoso al cual veneramos por encima de todo lo cual significa que todo lo que realizamos lo hacemos en fe.

- Justicia: Virtud que nos hace dar a cada cual lo que nos corresponde, buscando equidad imparcialidad y rectitud para todos.

- Progreso: Palabra muy significativa, ya que evoca a lograr determinado desarrollo continuo de una actividad en un ser o en una civilización especialmente a la que representa El Rosal.

## Instituciones de educación
- Institución Educativa Departamental Campo Alegre.

## Servicios públicos
- Energía Eléctrica: Enel, es la empresa prestadora del servicio de energía eléctrica.
- Gas Natural: Vanti es la empresa distribuidora y comercializadora de gas natural en el municipio.